# 레고 로코
《레고 로코》(LEGO-LOCO)는 어린이를 위한 PC 게임이다.
이 게임은 일반적인 건설게임과는 다르게 철도에 중점을 두고 있다

## 게임플레이
게임화면에는 '도구 상자'가 있는데 건물,시설,자연물등을 배치할 수 있고 저장과 불러오기를 할 수 있다. 플레이어는 도로, 철도, 횡단보도, 건물 그리고 자연물등을 배치할 수 있다. 이 상자가 열려있는 동안은 게임이 정지된다. 플레이어는 각각의 주민들을 직접 옮길 수 있고 이런 행동은 주민의 기분에 영향을 미칠 수 있다. 기차로는 주민들을 실어나르는 여객업무, 엽서배달등이 가능하다. 또, 멀티플레이가 가능한 경우, 맵 테두리에 설치할 수 있는 터널을 통해 타인의 맵에 기차를 보낼 수 있다.
이 게임엔 딱히 정해진 목표와 엔딩이 없다.